# Distrito de José Sabogal
El distrito de José Sabogal es uno de los siete que conforman la provincia de San Marcos, ubicada en el departamento de Cajamarca en el Norte del Perú. 
Su nombre es un homenaje a José Sabogal, eminente pintor, profesor, ensayista cajabambino quien fue de los primeros promotores y líderes del movimiento indigenista peruano.
Su capital es la localidad de Venecia, originalmente llamada Coyorconga (de las voces quechuas quyllur, 'estrella' y kunka. 'cuello', probablemente refiriéndose a un "cuello de estrella", es decir, la estela de un meteoro)  y que posteriormente tomó el nombre del río cercano La Bachota.
Desde el punto de vista jerárquico de la Iglesia católica forma parte de la Diócesis de Cajamarca, sufragánea de la Arquidiócesis de Trujillo.

## Historia
Mediante Ley N° 23508 del 11 de diciembre de 1982, en el gobierno del Presidente Fernando Belaúnde, se crea la Provincia de San Marcos, que incluye a los distritos de San Marcos, Ichocán, Paucamarca, Shírac y La Grama. 
Según Ley 24044, del 27 de diciembre de 1984, en el segundo gobierno del Presidente Fernando Belaúnde, se crea este distrito con su capital Venecia.

## Geografía
Abarca una superficie de 594,31 km² y está habitado por unas 14 581 personas según el censo del 2005.

## Capital
La capital de este distrito es el poblado de Venecia, originalmente llamada Coyorconga (de las voces quechuas quyllur, 'estrella' y kunka. 'cuello', probablemente refiriéndose a un "cuello de estrella", es decir, la estela de un meteoro)  y que posteriormente tomó el nombre del río cercano La Bachota.
Sin embargo destaca su centro poblado menor principal, San Isidro, que es una zona ganadera, lechera y de producción agropecuaria abundante.

## Centros poblados
| - Venecia - Tres de Mayo - Nueva San Antonio - La Raspadura - Jelic - El Progreso - Malat - La Florida - Nueva Jerusalén - Aushuconga - Jalcapampa - Santa Ana (Zapallopampa) - La Pauca - El Porvenir (La Palpata) - Santa Rosa de Malat - Los Ángeles - Hornambo - Coriorco - Campanillo - El Cardón - Caruaconga (Carhuaconga) - Tinyáyoc - Nuevo San Pedro (San Pedro) - Santa Fe - Pampas Verdes - Agua Blanca - La Ramada - Casa Blanca - Santa Irene - Nuevo Santa Rosa - Pampa Alegre - Cangrejo - Cámish - Aguas Verdes - San Isidro - Atumpata - Nuevo San Juan - El Amante - La Cocha - El Sauce - El Infiernillo |  | - El Ollero - Bellavista - Huagal - El Capulí - Alisopata - Ventanillas - Chinchaysuyo (El Aliso) - La Merced - Chilinmayo - Nueva Esperanza - Licliconga - Huacoto - Paypay - Bombón - Tingo La Palla - Matibamba - Huachaque - Totora Nueva - Nuevo Manzanilla - Venecia Alta - Vista Alegre - Huayo - Chiuca - Villa Rica de El Limón (Limón) - San José de Laguna - Nuevo Horizonte - Camiscucho - Ashopata - Quishuarpata - La Shita - La Asunción - Nueva San José (San José de La Ramada) - Mutuicillo - Unión San Miguel - San Miguel de La Pauca - El Layo - Chacapampa - Nueva Venecia - Villa El Salvador - El Higo |

## Autoridades

### Municipales
- 2015 - 2018[3]
  - Alcalde: Santos Vicente Cabanillas Salas, del Partido democrático Somos Perú
  - Regidores: Gilberto Acosta Chávez (SP), Dorita Perez Calderon (SP),Pedro Martin Rojas Carrera (SP),David Lozano Gallardo (SP),José Mario Sánchez Ruiz (MAN)
- 2011 - 2014[4]
  - Alcalde: Santos David Machuca Leiva, del Partido Restauración Nacional (RN).
  - Regidores: Wenseslao Medina Asevedo (RN), Olga Maribel Paredes Montoya (RN), Emilio Rios Jara (RN), Alipio Dávila Espinoza (RN),  José Santos Abanto Cerdan (Alianza para el Progreso).[5]
- 2007 - 2010
  - Alcalde: Amado Marín Dávila.

### Policiales
- Comisario:  ALFEREZ PNP Vasquez Ismodes Mario

### Religiosas
- Diócesis de Cajamarca[6]
  - Obispo: Mons. José Carmelo Martínez Lázaro, OAR

## Festividades
SAN JUAN BAUTISTA
Cada año e el mes de junio comprometidos con fe se reúnen de distintos lugares de la provincia de San Marcos propios y extraños para celebrar con júbilo a celebrar sus fiestas patronales en honor al santo patrón SAN JUAN BAUTISTA, quienes fieles al recuerdo de las hermosas tradiciones que les legaron sus mayores y persevantes en la fe cristiana, entregan con devoción sus ofrendas y compromisos para organizar su fiesta juntamente de la mano del alcalde distrital y autoridades respectivas, dando inicio el día 13 de junio y culminando el 26 del mismo mes, llevando a cabo diferentes actividades como: Novenas,ferias, concursos, platos típicos, presentación de artistas, danzas,pelea de gallos, corrida y tarde bufa.
CARNAVALES
Se lleva cabo todos lo años entre los meses febrero y marzo dando realce a una serie de actividades, se organizan todos los vecinos, autoridades y demás para realizar estos números típicos de los carnavales, como es: concurso de coplas, concurso de baile, caballos de paso, parada de yunsas, almuerzo fraternal, entre otros.